# Scrittura iberica sudorientale

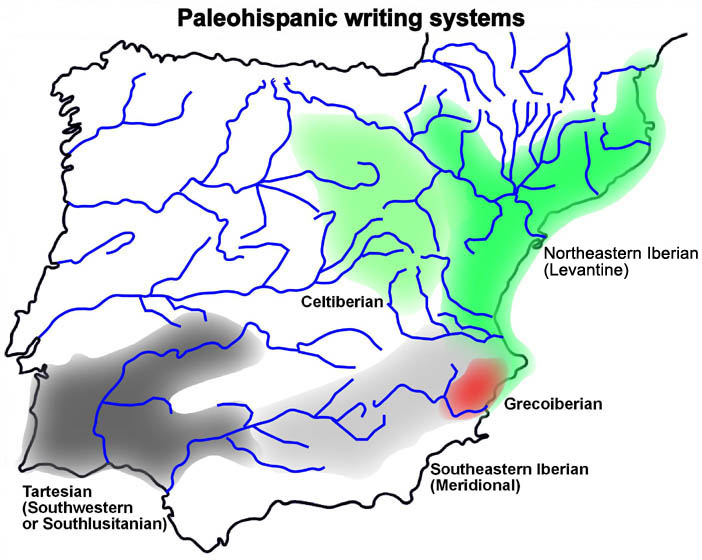
Scritture paleo-ispaniche.

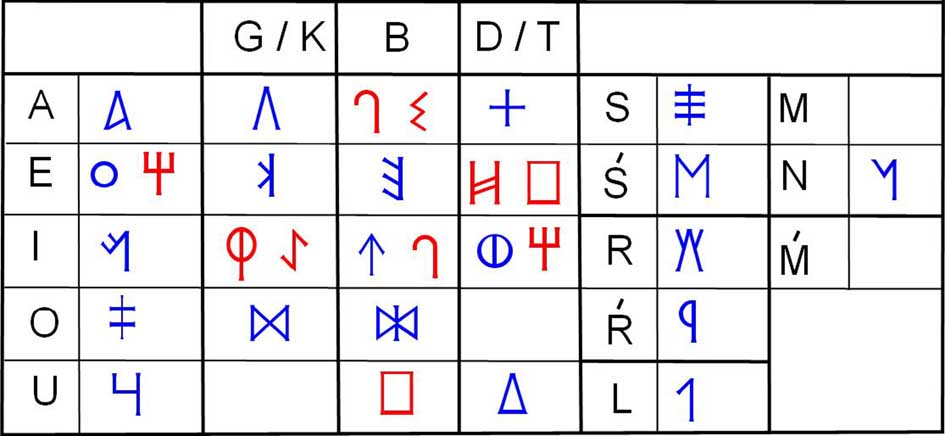
Una possibile scrittura iberica sudorientale (Correa 2004). In rosso i segni più controversi.

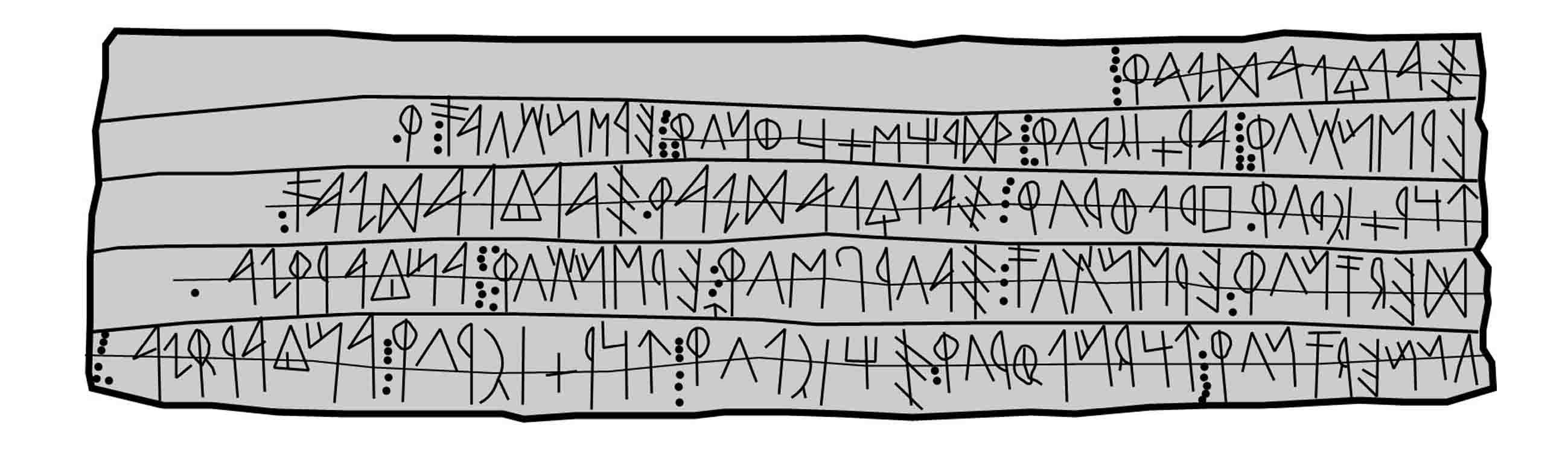
Piombo di La Bastida de las Alcusas (Mogente)

Su questa moneta, mentre il diritto riporta la legenda "OBVLCO" in Caratteri latini, il rovescio recita:
 "ORCaILV" e:
La scrittura iberica sudorientale (o meridionale) è una scrittura paleo-ispanica, molto simile a quella del sud-ovest mediante la quale si esprimeva la lingua tartessica. A differenza di quest'ultima, le iscrizioni che usano tale tipo di scrittura sono in lingua iberica (al pari di quanto avviene per la scrittura iberica nordorientale). Anche il sistema grafico iberico sudorientale, come i restanti sistemi grafici paleo-ispanici, si compone di segni che rappresentano vocali, consonanti e suoni sillabici. Tale tipo di scrittura si estese fra il IV e il III secolo a.C. nel Sud-Est della penisola iberica e più particolarmente nell'Andalusia orientale, in parte della regione murciana, e in alcune zone delle attuali province di Albacete, Alicante e Valencia). Non ha avuto, a giudicare dall'esiguità dei ritrovamenti, né l'importanza né la diffusione capillare della scrittura iberica nordorientale. Quest'ultima, a partire dalla fine del III secolo a.C., finì col sostituire quasi interamente il sistema grafico iberico sudorientale.